# Lijst van Stolpersteine in Nijmegen

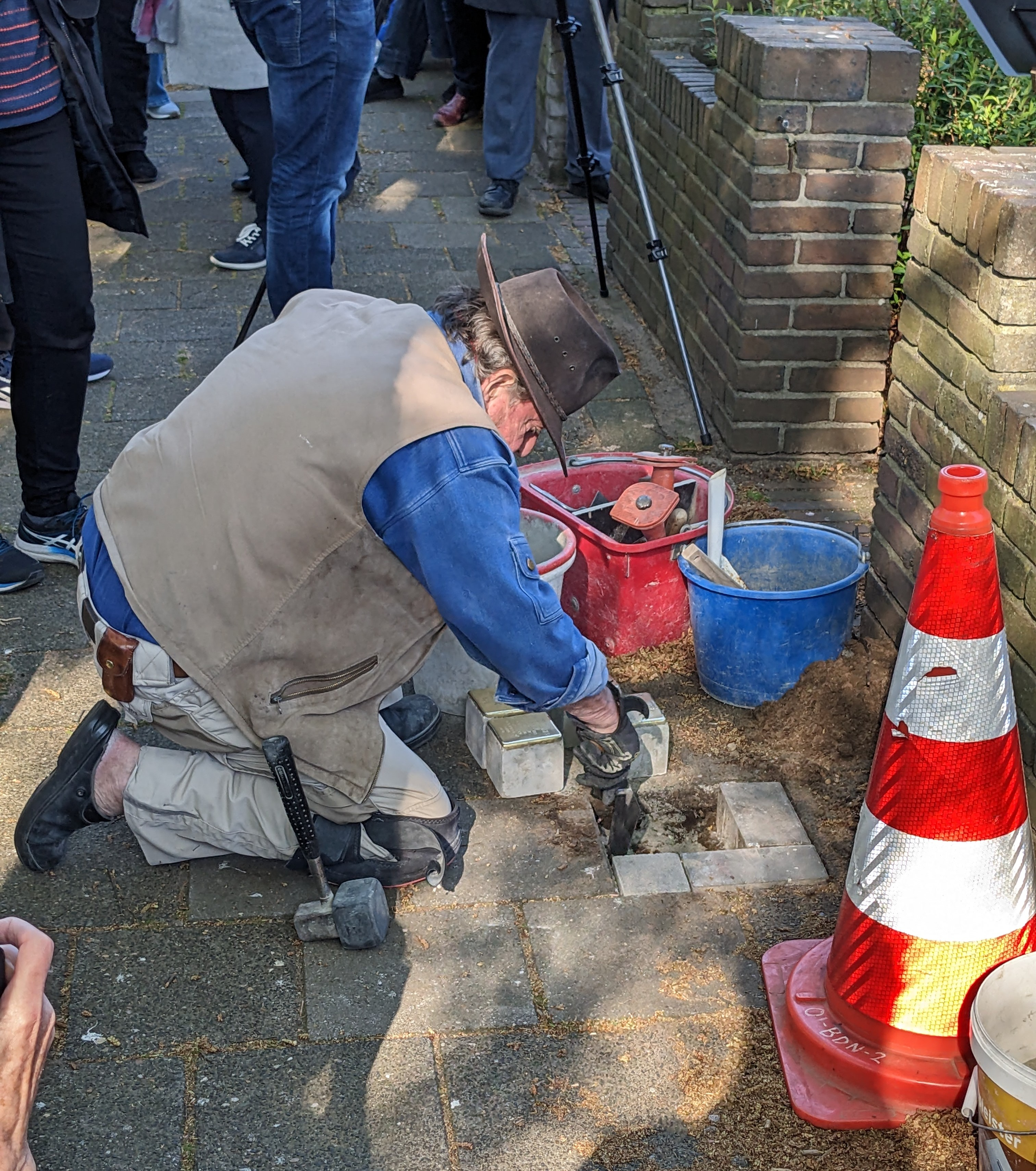
Gunter Demnig plaatst een Stolperstein in Nijmegen op 19 april 2023

De lijst van Stolpersteine in Nijmegen geeft een overzicht van de gedenkstenen die in de gemeente Nijmegen in de Nederlandse provincie Gelderland zijn geplaatst in het kader van het Stolpersteine-project van de Duitse beeldhouwer-kunstenaar Gunter Demnig.
Stolpersteine zijn opgedragen aan slachtoffers van het nationaalsocialisme, al diegenen die zijn vervolgd, gedeporteerd, vermoord, gedwongen te emigreren of tot zelfmoord gedreven door het nazi-regime. Demnig legt voor elk slachtoffer een aparte steen, meestal voor de laatste zelfgekozen woning.
Omdat het Stolpersteine-project doorloopt, kan deze lijst onvolledig zijn.

## Stolpersteine
In Nijmegen zijn op 10 april 2022 de eerste Stolpersteine geplaatst. Dit was enkele keren uitgesteld vanwege de coronapandemie. Er zijn nu in totaal 125 Stolpersteine te vinden op 27 locaties. Uiteindelijk komen er circa 450 stenen voor Joodse Nijmegenaren.

### Nijmegen
| Afbeelding | Inscriptie | Adres                                  | Herdachte persoon                                       |
| ---------- | --- | -------------------------------------- | ------------------------------------------------------- |
|            | HIER WOONDE ABRAHAM VRENGEL GEB. 1886 GEARRESTEERD 3-10-1942 GEDEPORTEERD UIT WESTERBORK VERMOORD 22-10-1942 AUSCHWITZ                                             | Begijnenstraat 11 Kaart (OSM)          | Abraham Vrengel (1886-1942)                             |
|            | HIER WOONDE DINY VRENGEL GEB. 1921 ONDERGEDOKEN 1942 | Begijnenstraat 11 Kaart (OSM)          | Diny Vrengel (1921-2012)                                |
|            | HIER WOONDE FOKKINA VRENGEL GEB. 1918 GEARRESTEERD AUG. 1942 GEDEPORTEERD UIT WESTERBORK VERMOORD 31-8-1942 AUSCHWITZ                                              | Begijnenstraat 11 Kaart (OSM)          | Fokkina Vrengel (1918-1942)                             |
|            | HIER WOONDE MIETJE VRENGEL- EICHENWALD GEB. 1890 GEARRESTEERD 13-3-1943 GEDEPORTEERD UIT WESTERBORK VERMOORD 2-4-1943 SOBIBOR                                      | Begijnenstraat 11 Kaart (OSM)          | Mietje Vrengel-Eichenwald (1890-1943)                   |
|            | HIER WOONDE DIENA MAAS GEB. 1920 GEARRESTEERD 25-1-1944 GEDEPORTEERD UIT WESTERBORK AUSCHWITZ RAVENSBRÜCK BEVRIJD                                                  | Begijnenstraat 11 Kaart (OSM)          | Diena Maas (1920-1976)                                  |
|            | HIER WOONDE BERNARD ROSENBAUM GEB. 1924 ONDERGEDOKEN OVERLEEFD | Beijensstraat 29 Kaart (OSM)           | Bernard Rosenbaum (1924-?)                              |
|            | HIER WOONDE JULIUS ROSENBAUM GEB. 1874 GEARRESTEERD 17-11-1942 GEDEPORTEERD UIT WESTERBORK VERMOORD 27-11-1942 AUSCHWITZ                                           | Beijensstraat 29 Kaart (OSM)           | Julius Rosenbaum (1874-1942)                            |
|            | HIER WOONDE KURT ROSENBAUM GEB. 1928 GEARRESTEERD 17-11-1942 GEDEPORTEERD UIT WESTERBORK VERMOORD 27-11-1942 AUSCHWITZ                                             | Beijensstraat 29 Kaart (OSM)           | Kurt Rosenbaum (1928-1942)                              |
|            | HIER WOONDE LINA ROSENBAUM GEB. 1923 GEARRESTEERD 17-11-1942 GEDEPORTEERD UIT WESTERBORK VERMOORD AUSCHWITZ                                                        | Beijensstraat 29 Kaart (OSM)           | Lina Rosenbaum (1923-1943)                              |
|            | HIER WOONDE OLGA ROSENBAUM-RICHTER GEB. 1891 GEARRESTEERD 17-11-1942 GEDEPORTEERD UIT WESTERBORK VERMOORD 27-11-1942 AUSCHWITZ                                     | Beijensstraat 29 Kaart (OSM)           | Olga Rosenbaum-Richter (1891-1942)                      |
|            | HIER WOONDE ALIDA JACOB GEB. 1926 GEARRESTEERD 8-4-1943 GEÏNTERNEERD VUGHT GEDEPORTEERD UIT WESTERBORK VERMOORD 9-7-1943 SOBIBOR                                   | Daalsedwarsweg 25 Kaart (OSM)          | Alida Rosette Jacob (1926-1943)                         |
|            | HIER WOONDE JOSEPH JACOB GEB. 1904 OVERLEEFD | Daalsedwarsweg 25 Kaart (OSM)          | Joseph Leo Jacob (1904-1975)                            |
|            | | Evertsenstraat 4                       | Bram Wolff (1913-1943)                                  |
|            | | Evertsenstraat 4                       | Everdina Wolff (1939-1943)                              |
|            | | Evertsenstraat 4                       | Lien Wolff-Kaas (1908-1943)                             |
|            | | Evertsenstraat 4                       | Marcus Wolff (1940-1943)                                |
|            | HIER WOONDE JULIUS COHEN GEB. 1892 OPGEPAKT 10-5-1942 GEDEPORTEERD UIT AMERSFOORT VERMOORD JULI 1942 AUSCHWITZ                                                     | Groenestraat 286                       | Julius Cohen (1892-1942)                                |
|            | HIER WOONDE ALBERT DE MARCAS GEB. 1888 GEARRESTEERD 26-1-1943 GEDEPORTEERD UIT WESTERBORK VERMOORD 5-2-1943 AUSCHWITZ                                              | Groesbeekseweg 122 Kaart (OSM)         | Albert de Marcas (1888-1943)                            |
|            | HIER WOONDE DAVID DE MARCAS GEB. 1920 GEARRESTEERD APRIL-1943 GEDEPORTEERD UIT WESTERBORK SOBIBOR VERMOORD MAJDANEK                                                | Groesbeekseweg 122 Kaart (OSM)         | David de Marcas (1920-1943)                             |
|            | HIER WOONDE GERTUDE DE MARCAS GEB. 1928 GEARRESTEERD 26-1-1943 GEDEPORTEERD UIT WESTERBORK VERMOORD 5-2-1943 AUSCHWITZ                                             | Groesbeekseweg 122 Kaart (OSM)         | Gertrude Henriette de Marcas (1928-1943)                |
|            | HIER WOONDE MORITZ DE MARCAS GEB. 1918 ONDERGEDOKEN OVERLEEFD | Groesbeekseweg 122 Kaart (OSM)         | Moritz de Marcas (1918-2005)                            |
|            | HIER WOONDE SARA DE MARCAS GEB. 1922 GEARRESTEERD 26-1-1943 GEDEPORTEERD UIT WESTERBORK VERMOORD 5-2-1943 AUSCHWITZ                                                | Groesbeekseweg 122 Kaart (OSM)         | Sara Betty de Marcas (1923-1943)                        |
|            | HIER WOONDE ROOSJE DE MARCAS-GLASER GEB. 1892 GEARRESTEERD 26-1-1943 GEDEPORTEERD UIT WESTERBORK VERMOORD 5-2-1943 AUSCHWITZ                                       | Groesbeekseweg 122 Kaart (OSM)         | Roosje de Marcas-Glaser (1892-1943)                     |
|            | HIER WOONDE ABRAHAM ELSAS GEB. 1890 DWANGARBEID GEDEPORTEERD UIT WESTERBORK VERMOORD 22-10-1942 AUSCHWITZ                                                          | Hertstraat 46                          | Abraham Elsas (1890-1942)                               |
|            | HIER WOONDE ELISA ELSAS GEB. 1927 OPGEPAKT 17-11-1942 GEDEPORTEERD UIT WESTERBORK VERMOORD 27-11-1942 AUSCHWITZ                                                    | Hertstraat 46                          | Elisa Gonny Elsas (1927-1942)                           |
|            | HIER WOONDE GONDA ELSAS GEB. 1914 OPGEPAKT 17-11-1942 GEDEPORTEERD UIT WESTERBORK VERMOORD 27-11-1942 AUSCHWITZ                                                    | Hertstraat 46                          | Gonda Elsas (1914-1942)                                 |
|            | HIER WOONDE JUDITH ELSAS-DE BEER GEB. 1892 OPGEPAKT 17-11-1942 GEDEPORTEERD UIT WESTERBORK VERMOORD 27-11-1942 AUSCHWITZ                                           | Hertstraat 46                          | Judith Elsas-de Beer (1892-1942)                        |
|            | HIER WOONDE GUSTAV VYTH GEB. 1873 OPGEPAKT 14-1-1943 GEDEPORTEERD UIT WESTERBORK VERMOORD 28-5-1943 SOBIBOR                                                        | Hindestraat 33                         | Gustav Vyth (1873-1943)                                 |
|            | HIER WOONDE MARCUS VYTH GEB. 1881 OPGEPAKT 2-11-1943 GEDEPORTEERD UIT WESTERBORK VERMOORD 19-11-1943 AUSCHWITZ                                                     | Hindestraat 33                         | Marcus Vyth (1881-1943)                                 |
|            | HIER WOONDE IRENE VYTH-ANSCHEL GEB. 1892 OPGEPAKT 2-11-1943 GEDEPORTEERD UIT WESTERBORK VERMOORD 19-11-1943 AUSCHWITZ                                              | Hindestraat 33                         | Irene Vyth-Anschel (1892-1943)                          |
|            | HIER WOONDE JENNY VYTH-LEVOR GEB. 1876 OPGEPAKT 14-1-1943 GEDEPORTEERD UIT WESTERBORK VERMOORD 28-5-1943 SOBIBOR                                                   | Hindestraat 33                         | Jenny Vyth-Levor (1876-1943)                            |
|            | HIER WOONDE HEINZ OPPENHEIMER GEB. 1917 ONDERGEDOKEN OVERLEEFD | Hindestraat 33                         | Heinz Oppenheimer (1917-?)                              |
|            | HIER WOONDE SUSANNA OPPENHEIMER-KAHN GEB. 1876 ONDERGEDOKEN OVERLEEFD                                                                                              | Hindestraat 33                         | Susanna Oppenheimer-Kahn (1876-?)                       |
|            | HIER WOONDE ROSA ZILVERSMIT-COHN GEB. 1891 OPGEPAKT 7-4-1943 GEDEPORTEERD UIT WESTERBORK VERMOORD 16-4-1943 SOBIBOR                                                | Hindestraat 58                         | Rosa Zilversmit-Cohn (1891-1943)                        |
|            | HIER WOONDE EDY GRÖDEL GEB. 1928 OPGEPAKT 17-11-1942 GEDEPORTEERD UIT WESTERBORK VERMOORD 21-5-1943 SOBIBOR                                                        | Jaap van Leeuwenlaan                   | Eduard Grödel, ook Edy (1928-1943)                      |
|            | | Jan de Wittstraat 51                   | Mordechai Sons (1896-1942)                              |
|            | | Jan de Wittstraat 51                   | Rosette Sons-Kool (1897-1942)                           |
|            | HIER WOONDE MEIJER MUG GEB. 1919 GEÏNTERNEERD JULI 1942 AMSTERDAM, AMERSFOORT GEDEPORTEERD 5-11-1942 UIT OBERHAUSEN VERMOORD 22-1-1943 MAUTHAUSEN                  | Jan de Wittstraat 79                   | Meijer Mug (1919-1943)                                  |
|            | | Jan van Galenstraat 44                 | Recha Kwiat-Friedlander (1892-1942)                     |
|            | | Jan van Galenstraat 44                 | Salo Kwiat (1931-1943)                                  |
|            | HIER WOONDE DAVID MINCO GEB. 1899 GEARRESTEERD 17-11-1942 GEDEPORTEERD UIT WESTERBORK VERMOORD MIDDEN-EUROPA                                                       | Lange Hezelstraat 41 Kaart (OSM)       | David Minco (1899-1944)                                 |
|            | HIER WOONDE NATHAN MINCO GEB. 1924 GEARRESTEERD 3-10-1942 ONTSNAPT UIT WESTERBORK ONDERGEDOKEN                                                                     | Lange Hezelstraat 41 Kaart (OSM)       | Nathan Minco (1924-1970)                                |
|            | HIER WOONDE SALLIE MINCO GEB. 1930 GEARRESTEERD 17-11-1942 GEDEPORTEERD UIT WESTERBORK VERMOORD 27-11-1942 AUSCHWITZ                                               | Lange Hezelstraat 41 Kaart (OSM)       | Sallie Minco (1930-1942)                                |
|            | HIER WOONDE ELISABETH MINCO-LINDEMAN GEB. 1902 GEARRESTEERD 17-11-1942 GEDEPORTEERD UIT WESTERBORK VERMOORD 27-11-1942 AUSCHWITZ                                   | Lange Hezelstraat 41 Kaart (OSM)       | Elisabeth Minco-Lindeman (1902-1942)                    |
|            | HIER WOONDE ALEXANDER FRANK GEB. 1901 OPGEPAKT 17-11-1942 GEDEPORTEERD UIT WESTERBORK THERESIENSTADT AUSCHWITZ LOT ONBEKEND                                        | Leeuwstraat 39                         | Alexander Frank (1901-1945)                             |
|            | HIER WOONDE HANNA FRANK GEB. 1934 OPGEPAKT 17-11-1942 GEDEPORTEERD UIT WESTERBORK THERESIENSTADT VERMOORD 6-10-1944 AUSCHWITZ                                      | Leeuwstraat 39                         | Hanna Frank (1934-1944)                                 |
|            | HIER WOONDE JACOB FRANK GEB. 1929 OPGEPAKT 17-11-1942 GEDEPORTEERD UIT WESTERBORK THERESIENSTADT VERMOORD 6-10-1944 AUSCHWITZ                                      | Leeuwstraat 39                         | Jacob Frank (1929-1944)                                 |
|            | HIER WOONDE ESTHER FRANK-PEEKEL GEB. 1900 OPGEPAKT 13-3-1943 GEDEPORTEERD UIT WESTERBORK THERESIENSTADT VERMOORD 6-10-1944 AUSCHWITZ                               | Leeuwstraat 39                         | Esther Frank-Peekel (1900-1944)                         |
|            | HIER WOONDE FRITZ TAUBER GEB. 1906 GEARRESTEERD 17-11-1942 ONTSLAGEN WESTERBORK ONDERGEDOKEN OVERLEEFD                                                             | Mariënburg 70                          | Fritz Tauber (1906-2004)                                |
|            | HIER WOONDE HELENE TAUBER-BÜKS GEB. 1908 GEARRESTEERD 17-11-1942 ONTSLAGEN WESTERBORK ONDERGEDOKEN OVERLEEFD                                                       | Mariënburg 70                          | Helene Tauber Buks (1908-2003)                          |
|            | | Oude Groenewoudseweg 262               | Evaline Pels (1941-1942)                                |
|            | | Oude Groenewoudseweg 262               | Jetje Pels-Levie (1912-1942)                            |
|            | | Oude Groenewoudseweg 262               | Simon Pels (1907-1942)                                  |
|            | HIER WOONDE HANS FRAENKEL GEB. 1891 GEARRESTEERD 17-11-1942 GEDEPORTEERD UIT WESTERBORK VERMOORD 13-3-1943 SOBIBOR                                                 | Ruisdaelstraat 73 Kaart (OSM)          | Hans Fraenkel (1891-1943)                               |
|            | HIER WOONDE LISELOTTE FRAENKEL GEB. 1938 GEARRESTEERD 17-11-1942 GEDEPORTEERD UIT WESTERBORK VERMOORD 13-3-1943 SOBIBOR                                            | Ruisdaelstraat 73 Kaart (OSM)          | Liselotte Fraenkel (1938-1943)                          |
|            | HIER WOONDE SUSANNE FRAENKEL GEB. 1937 GEARRESTEERD 17-11-1942 GEDEPORTEERD UIT WESTERBORK VERMOORD 13-3-1943 SOBIBOR                                              | Ruisdaelstraat 73 Kaart (OSM)          | Susanne Fraenkel (1937-1943)                            |
|            | HIER WOONDE HILDEGARD FRAENKEL- SILBERBACH GEB. 1906 GEARRESTEERD 17-11-1942 GEDEPORTEERD UIT WESTERBORK VERMOORD 13-3-1943 SOBIBOR                                | Ruisdaelstraat 73 Kaart (OSM)          | Hildegard Fraenkel-Silberbach (1906-1943)               |
|            | HIER WOONDE BIANKA FRAENKEL- WYGODZINSKI GEB. 1862 GEARRESTEERD 17-11-1942 GEDEPORTEERD UIT WESTERBORK BERGEN-BELSEN BEVRIJD                                       | Ruisdaelstraat 73 Kaart (OSM)          | Bianka Fraenkel-Wygodzinski (1862-?)                    |
|            | | Schoolstraat 123                       | Hertha Bos (1929-1943)                                  |
|            | | Schoolstraat 123                       | Irene Bos-Krause (1897-1943)                            |
|            | | Schoolstraat 123                       | Jacob Bos (1933-1943)                                   |
|            | | Schoolstraat 123                       | Liebman Bos (1889-1942)                                 |
|            | | Sint Stephanusstraat 62                | Flip Monnikendam (1924-1943)                            |
|            | | Sint Stephanusstraat 62                | Jonas Monnikendam (1885-1943)                           |
|            | | Sint Stephanusstraat 62                | Johanna Monnikendam-Frankenhuis (1892-1943)             |
|            | | Sint Stephanusstraat 151               | Betje Pels-Blok (1909-1942)                             |
|            | | Sint Stephanusstraat 151               | Eva Pels-Koperenberg (1882-1942)                        |
|            | | Sint Stephanusstraat 151               | Nathan Pels (1910-1945)                                 |
|            | | Sint Stephanusstraat 151               | Nefthalie Pels (1877-1942)                              |
|            | HIER WOONDE HILDEGARD KROON GEB. 1920 GEARRESTEERD NOV. 1942 GEDEPORTEERD 1943 UIT WESTERBORK VERMOORD 1943 AUSCHWITZ                                              | Stikke Hezelstraat 41                  | Hildegard Kroon (1920-1943)                             |
|            | HIER WOONDE HELENA GLASER-EGGER GEB. 1856 GEARRESTEERD 17-11-1942 GEDEPORTEERD UIT WESTERBORK VERMOORD 11-12-1942 AUSCHWITZ                                        | Stikke Hezelstraat 41                  | Helena Glaser-Egger (1856-1942)                         |
|            | HIER WOONDE NATHAN KETELLAPPER GEB. 1898 GEARRESTEERD 3-10-1942 GEDEPORTEERD UIT WESTERBORK VERMOORD MIDDEN-EUROPA                                                 | Stikke Hezelstraat 54                  | Nathan Ketellapper (1898-1944)                          |
|            | HIER WOONDE JACQUES VOLTIJN GEB. 1896 GEARRESTEERD 9-4-1943 GEDEPORTEERD UIT WESTERBORK VERMOORD 9-7-1943 SOBIBOR                                                  | Stikke Hezelstraat 54                  | Jacques Voltijn (1896-1943)                             |
|            | HIER WOONDE MIETJE VOLTIJN GEB. 1928 GEARRESTEERD 9-4-1943 GEDEPORTEERD UIT WESTERBORK VERMOORD 11-6-1943 SOBIBOR                                                  | Stikke Hezelstraat 54                  | Mietje Voltijn (1928-1943)                              |
|            | HIER WOONDE SALOMON VOLTIJN GEB. 1926 GEARRESTEERD 9-4-1943 GEDEPORTEERD UIT WESTERBORK VERMOORD 9-7-1943 SOBIBOR                                                  | Stikke Hezelstraat 54                  | Salomon Voltijn (1926-1943)                             |
|            | HIER WOONDE MARIE VOLTIJN- KETELLAPPER GEB. 1900 GEARRESTEERD 9-4-1943 GEDEPORTEERD UIT WESTERBORK VERMOORD 11-6-1943 SOBIBOR                                      | Stikke Hezelstraat 54                  | Marie Voltijn-Ketellapper (1900-1943)                   |
|            | HIER WOONDE MACHIEL ROOS GEB. 1887 OPGEPAKT 17-11-1942 GEDEPORTEERD UIT WESTERBORK VERMOORD 27-11-1942 AUSCHWITZ                                                   | van Dulckenstraat 38                   | Machiel Roos (1887-1942)                                |
|            | HIER WOONDE GEERTRUIDA ROOS-SERPHOS GEB. 1852 OPGEPAKT 17-11-1942 OVERLEDEN 1-12-1942 WESTERBORK                                                                   | van Dulckenstraat 38                   | Geertruida Roos-Serphos (1852-1942)                     |
|            | HIER WOONDE HANS MENKEL GEB. 1907 OPGEPAKT 2-8-1942 AMERSFOORT GEDEPORTEERD 7-8-1942 UIT WESTERBORK VERMOORD 1942 AUSCHWITZ                                        | van Dulckenstraat 45                   | Hans Menkel (1907-1942)                                 |
|            | HIER WOONDE SAMUEL KAUFMAN GEB. 1886 GEARRESTEERD 3-10-1942 GEDEPORTEERD UIT WESTERBORK VERMOORD 22-10-1942 AUSCHWITZ                                              | Van Slichtenhorststraat 14 Kaart (OSM) | Samuel Kaufman (1886-1942)                              |
|            | HIER WOONDE ROOSJE KAUFMAN-DRIEVOET GEB. 1888 GEARRESTEERD APRIL 1943 GEÏNTERNEERD VUGHT GEDEPORTEERD UIT WESTERBORK VERMOORD 28-5-1943 SOBIBOR                    | Van Slichtenhorststraat 14 Kaart (OSM) | Roosje Kaufman-Drievoet (1888-1943)                     |
|            | HIER WOONDE HUGO LIFMANN GEB. 1871 GEARRESTEERD 17-11-1942 GEDEPORTEERD UIT WESTERBORK VERMOORD 7-12-1942 AUSCHWITZ                                                | Van Slichtenhorststraat 16 Kaart (OSM) | Hugo Liefmann (1871-1942)                               |
|            | HIER WOONDE SOPHIE LIFMANN-STERN GEB. 1883 GEARRESTEERD 17-11-1942 GEDEPORTEERD UIT WESTERBORK VERMOORD 7-12-1942 AUSCHWITZ                                        | Van Slichtenhorststraat 16 Kaart (OSM) | Sophie Liefmann-Stern (1883-1942)                       |
|            | HIER WOONDE MINNA SCHMOLL-WEIHL GEB. 1897 GEARRESTEERD 17-11-1942 GEDEPORTEERD UIT WESTERBORK VERMOORD 26-2-1943 AUSCHWITZ                                         | Van Slichtenhorststraat 16 Kaart (OSM) | Minna Schmoll-Weihl (1897-1943)                         |
|            | HIER WOONDE GUSTAV WOLF GEB. 1873 GEARRESTEERD 17-11-1942 GEDEPORTEERD UIT WESTERBORK VERMOORD 27-11-1942 AUSCHWITZ                                                | Van Slichtenhorststraat 16 Kaart (OSM) | Gustav Wolf (1873-1942)                                 |
|            | HIER WOONDE JULIE WOLF-STRAUSS GEB. 1880 GEARRESTEERD 17-11-1942 GEDEPORTEERD UIT WESTERBORK VERMOORD 27-11-1942 AUSCHWITZ                                         | Van Slichtenhorststraat 16 Kaart (OSM) | Julie Amalie Wolf-Strauss (1880-1942)                   |
|            | HIER WOONDE BERTHA MEIJER GEB. 1885 OPGEPAKT 17-11-1942 GEDEPORTEERD UIT WESTERBORK VERMOORD 3-12-1942 AUSCHWITZ                                                   | Vossenlaan 16                          | Bertha Meijer (1885-1942)                               |
|            | HIER WOONDE JOZEPH SLAGER GEB. 1876 OPGEPAKT 17-11-1942 GEDEPORTEERD UIT WESTERBORK VERMOORD 27-11-1942 AUSCHWITZ                                                  | Vossenlaan 16                          | Jozeph Slager (1876-1942)                               |
|            | HIER WOONDE JAAP DE JONG GEB. 1915 GEVLUCHT ZWITSERLAND | Vossenlaan 28                          | Jaap de Jong (1915-1989)                                |
|            | HIER WOONDE HANNIE DE JONG-LEVITUS GEB. 1920 GEVLUCHT ZWITSERLAND                                                                                                  | Vossenlaan 28                          | Hannie de Jong-Levitus (1920-2009), eigenlijk Henriëtte |
|            | HIER WOONDE JACOB LEVITUS GEB. 1894 OPGEPAKT 13-2-1944 GEDEPORTEERD UIT WESTERBORK VERMOORD 6-3-1944 AUSCHWITZ                                                     | Vossenlaan 28                          | Jacob Levitus (1894-1944)                               |
|            | HIER WOONDE YVONNE LEVITUS GEB. 1928 ONDERGEDOKEN OVERLEEFD | Vossenlaan 28                          | Yvonne Levitus (1928-2000)                              |
|            | HIER WOONDE LEENTJE LEVITUS-COHEN GEB. 1888 OPGEPAKT 13-2-1944 GEDEPORTEERD UIT WESTERBORK VERMOORD 6-3-1944 AUSCHWITZ                                             | Vossenlaan 28                          | Leentje Levitus-Cohen (1888-1944)                       |
|            | HIER WOONDE CHANNAH DE VRIES GEB. 1943 OPGEPAKT 29-9-1943 GEDEPORTEERD UIT WESTERBORK BERGEN-BELSEN UIT 'VERLOREN TREIN' BEVRIJD TRÖBITZ                           | Vossenlaan 257                         | Channah Koppel-de Vries (1943)                          |
|            | HIER WOONDE JUDITH DE VRIES GEB. 1939 OPGEPAKT 29-9-1943 GEDEPORTEERD UIT WESTERBORK BERGEN-BELSEN UIT 'VERLOREN TREIN' BEVRIJD TRÖBITZ                            | Vossenlaan 257                         | Judith de Vries (1939-2016)                             |
|            | HIER WOONDE NATHAN DE VRIES GEB. 1904 OPGEPAKT 29-9-1943 GEDEPORTEERD UIT WESTERBORK BERGEN-BELSEN UIT 'VERLOREN TREIN' BEVRIJD BEZWEKEN 28-5-1945 TRÖBITZ         | Vossenlaan 257                         | Nathan de Vries (1904-1945)                             |
|            | HIER WOONDE SOPHIE DE VRIES-DE JONG GEB. 1918 OPGEPAKT 29-9-1943 GEDEPORTEERD UIT WESTERBORK BERGEN-BELSEN UIT 'VERLOREN TREIN' BEVRIJD BEZWEKEN 28-5-1945 TRÖBITZ | Vossenlaan 257                         | Sophie de Vries-de Jong (1918-1945)                     |

## Data van plaatsingen

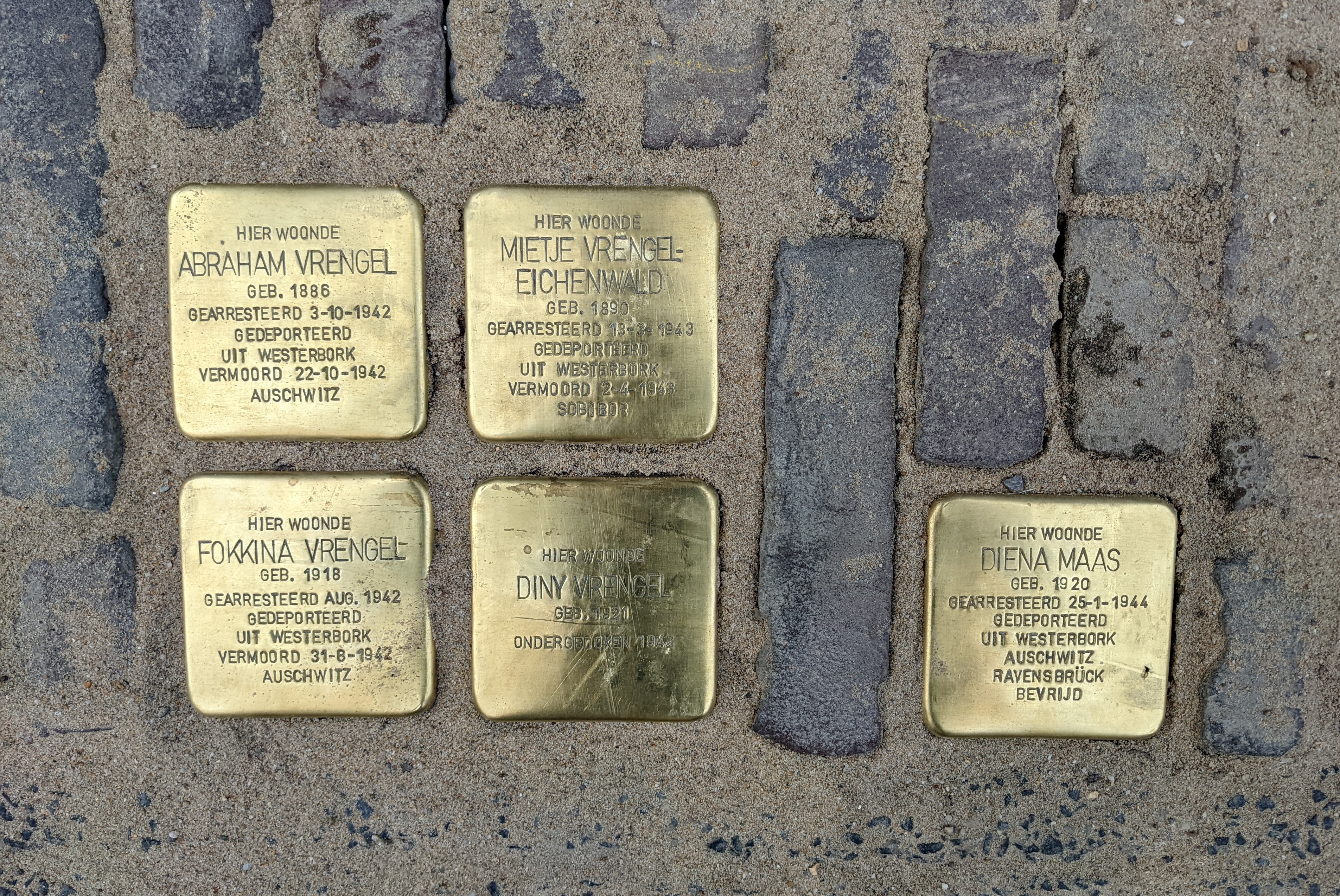
Groep van vijf stenen voor de Begijnenstraat 11

- 10 april 2022: 16 Stolpersteine in het centrum aan Begijnenstraat 11, Lange Hezelstraat 41, Stikke Hezelstraat 41 en 54
- 18 november 2022: 27 Stolpersteine in Oost aan Beijensstraat 29, Daalsedwarsweg 25, Groesbeekseweg 122, Mariënburg 70, Ruisdaelstraat 73, van Slichtenhorststraat 14 en 16
- 19 april 2023: 27 Stolpersteine in de Hazenkamp aan Groenestraat 286, Hertstraat 46, Hindestraat 33, Hindestraat 58, Leeuwstraat 39 en Vossenlaan 16, Vossenlaan 28, Vossenlaan 257
- 17 november 2023: een Stolperstein aan de Jaap van Leeuwenlaan.
- 14 april 2024: 26 Stolpersteine in de Bottendaal aan Evertsenstraat 4, Jan de Wittstraat 51 en 79, Jan van Galenstraat 44, Oude Groenewoudseweg 262, Schoolstraat 123, Sint Stephanusstraat 62 en 151, van Dulckenstraat 38 en 45
- 6 april 2025: 28 Stolpersteine op Javastraat 4, Fransestraat 40, Pontanusstraat 27 en 33 en 35 en 42, van Spaenstraat 23